# Сферичний трикутник

сферичний трикутник

Сферичний трикутник — геометрична фігура на поверхні сфери, утворена перетином трьох великих кіл. Три великі кола на поверхні сфери, що не перетинаються в одній точці, утворюють вісім сферичних трикутників.
Сферичний трикутник, всі сторони якого менше половини великого кола, називається ейлеровим.
Сторони сферичного трикутника вимірюють величиною кута, утвореного кінцями даної сторони і центром сфери.
Співвідношення між елементами сферичних трикутників вивчає сферична тригонометрія.

## Властивості
- Опріч трьох ознак рівності трикутників, для сферичних трикутників діє ще одна: два сферичних трикутники рівні, якщо відповідні їхні кути рівні.
- Для сторін сферичного трикутника виконується нерівності трикутника (кожна сторона менше суми і більше різниці двох інших).
- Сума всіх сторон {\displaystyle a+b+c} завжди менше {\displaystyle 2\pi R}.
  - Величина {\displaystyle 2\pi R-(a+b+c)} називається сферичним дефектом.
- Сума кутів сферичного трикутника {\displaystyle s=\alpha +\beta +\gamma } завжди менше {\displaystyle 3\pi } та більше {\displaystyle \pi }.
  - Величина {\displaystyle s-\pi =\varepsilon } називається сферичним надлишком (сферичним ексцесом).
  - Площа сферичного трикутника визначається за формулою {\displaystyle S=R^{2}\varepsilon }.
- На відміну від плоского трикутника, у сферичного може бути два, і навіть три прямих кути.